# Albert Niemann (chanteur)
Pour les articles homonymes, voir Albert Niemann et Niemann.

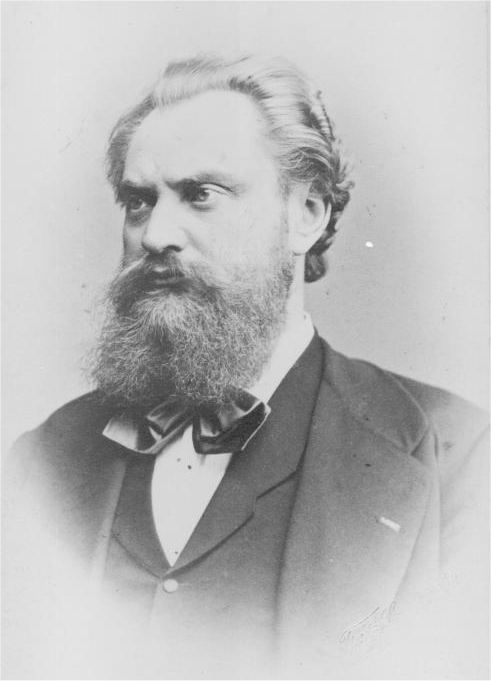

Albert Niemann, né le 15 janvier 1831 à Erxleben, près de Magdebourg, et mort à Berlin le 13 janvier 1917,  est un ténor allemand, créateur des rôles de Tannhaüser (2e version à Paris, 1861) et de Siegmund (Bayreuth, 1876). 

## Biographie
Niemann perd son père (un aubergiste) à un âge précoce et est élevé par sa mère, une « force de la nature » qui vivra plus 90 ans. Il est apprenti chez un motoriste, mais s'enfuit à Dresde pour faire sa propre vie. Il grandit avec un goût certain et très germanique pour  la chasse, mais il étudie aussi la science, l'histoire et la philosophie. Il est réputé pour ne pas être particulièrement sociable et pour son comportement grossier
Niemann fait ses débuts comme chanteur à Dessau en 1849, dans des rôles mineurs et comme choriste. Il reçoit une formation de Fritz Schneider et d'Albert Nusch. Une bourse d'études lui permet d'étudier à Paris avec Gilbert Duprez. Jusqu'en 1866, il a divers engagements à Stuttgart, Königsberg, Stettin, et à partir de 1854, à Hanovre où il chante Tannhäuser (1854), Lohengrin (1855) et Rienzi (1859). 
Il a un physique impressionnant et une voix puissante. En 1859, il épouse la soprano Marie Seebach. Ce mariage se termine par un divorce après qu'il l'a jetée par la fenêtre du premier étage. 
Niemann rencontre Richard Wagner à Asyl, à l'invitation du compositeur, pendant l'été 1858. Wagner pense à lui pour créer les rôles de Siegfried et Tristan. Son idée est de faire chanter Tannhäuser par Niemann et Lohengrin par Josef Tichatschek en alternance pour reposer les voix avec la possibilité  de se remplacer mutuellement en cas de besoin. Mais cela est resté à l'état de projet.
En 1860, Niemann est engagé à Paris pour y créer la deuxième version de Tannhäuser. Il est en partie responsable de l'échec de la production. Baudelaire écrit que Niemann a « chanté faux avec une assiduité déplorable », et condamne « ses faiblesses, ses pâmoisons, ses crises d'enfant gâté. »
En 1861, le prince royal de Bavière, âgé de 16 ans, assiste à la représentation de Lohengrin dans un état de transe intense, proche de l'extase. Le ténor Albert Niemann subjugue le prince adolescent. Pour son interprétation, celui-ci lui offre une paire de boutons de manchettes ornés de cygnes, une croix et un bouquet de fleurs, après l'avoir fait venir à la Résidence. En 1864, Niemann chante à nouveau dans les deux représentations de Tannhäuser à Munich, et dans une de Lohengrin à la demande du prince royal, peu avant la mort du roi Maximilien II de Bavière. Louis, devenu roi, invite Niemann à reprendre ces rôles à Munich en 1866, mais la guerre fait avorter ce projet. L'année suivante, il est de nouveau invité, mais il refuse, parce qu'on ne fait pas les coupures traditionnelles dans la partition.
En 1866, il entre à l'opéra de Berlin, puis au Metropolitan Opera de New York. En 1871, il épouse l'actrice Edwige Raabe.
En mai 1872, Niemann est dans le quatuor de solistes (avec Johanna Jachmann-Wagner, Marie Lehmann et Franz Betz) dans la neuvième symphonie de Beethoven à la pose de la première pierre du palais des festivals de Bayreuth. En 1874, Wagner pense l'engager pour le rôle de Siegmund dans la première Tétralogie à Bayreuth. Wagner l'implique dans les discussions au sujet de la distribution de l'Anneau, mais Niemann pourrit l'atmosphère car il n'admet pas que le rôle de Siegfried lui échappe. Wagner souhaite alors un homme plus jeune pour le rôle de Siegfried.
Après avoir quitté Bayreuth, il y reviendra en 1876 pour chanter Siegmund avec Josephine Schefsky. Lilli Lehmann a écrit de lui : 
« Jamais depuis je n'ai entendu ou vu un Siegmund comparable à lui ... Sa puissance intellectuelle, sa majesté physique, son expression incomparable étaient superbes au-delà des mots. » (De son Tristan, elle fait remarquer :) « il a été certainement la chose la plus sublime qui ait jamais été réalisée dans le domaine du drame musical. »
Le jugement de Camille Saint-Saëns est plus nuancé : Niemann a perdu de l'éclat dans l'aigu et il ne peut plus chanter piano ou legato.
Niemann reste à l'Opéra de Berlin jusqu'en 1888, mais participe à plusieurs tournées importantes. En 1882, il est Siegmund à la création de Die Walküre à Londres. En 1883, il porte le cercueil de Wagner lors des funérailles à villa Wahnfried de Bayreuth. De 1886 à 1888, au Metropolitan Opera House, il incarne Tristan (première à New York le 1er décembre 1886, avec  Anton Seidl comme chef d'orchestre et Lilli Lehmann en Isolde). À New York, il a également incarné Siegfried, Siegmund, Jean de Leyde dans Le Prophète, Tannhäuser, Lohengrin, Florestan (Fidelio) et Éléazar de La Juive. Il chante dans l'Anneau du Niebelung dans de nombreuses villes d'Allemagne, Belgique, Pays-Bas, Suisse, Italie, Hongrie et d'Autriche.
Il quitte la scène en 1892 par un concert à la Philharmonie de Berlin. Albert Niemann meurt à Berlin, le 13 janvier 1917, deux jours avant son 86e anniversaire.